# Peder Claussøn Friis
Peder Claussøn Friis (1 de abril de 1545 a 15 de octubre de 1614) fue un historiador y escritor noruego. En sus traducciones de las sagas antiguas, prestó un gran servicio a la historia de Noruega, de hecho, una saga se conserva únicamente en su traducción. En su Descripción de Noruega y las Islas Adyacentes se encuentra material histórico de gran valor. Su lenguaje es muy puro y su estilo es vigoroso.
El escultor Gustav Vigeland creó en 1937 un busto de Peder Claussøn Friis.